# Сухопутні війська Республіки Корея
Сухопутні війська Республіки Корея (ROKA; кор. 대한민국 육군; Ханча: 大韓民國 陸軍; Нова латинізація: Daehanminguk Yuk-gun) — також відома як Армія РК або Південнокорейська армія, є армією Південної Кореї, відповідальною за ведення наземних бойових дій. Це найбільший вид збройних сил Республіки Корея, який станом на 2022 рік налічував 365 000 військовослужбовців. Цей розмір підтримується за рахунок призову; всі працездатні чоловіки Південної Кореї повинні пройти військову службу (18 місяців для армії, допоміжної поліції та морської піхоти, 20 місяців для військово-морського флоту та призовних пожежників, 21 місяць для повітряних сил та соціальної служби та 36 місяців для альтернативної служби) у віці від 18 до 35 років.

## Історія

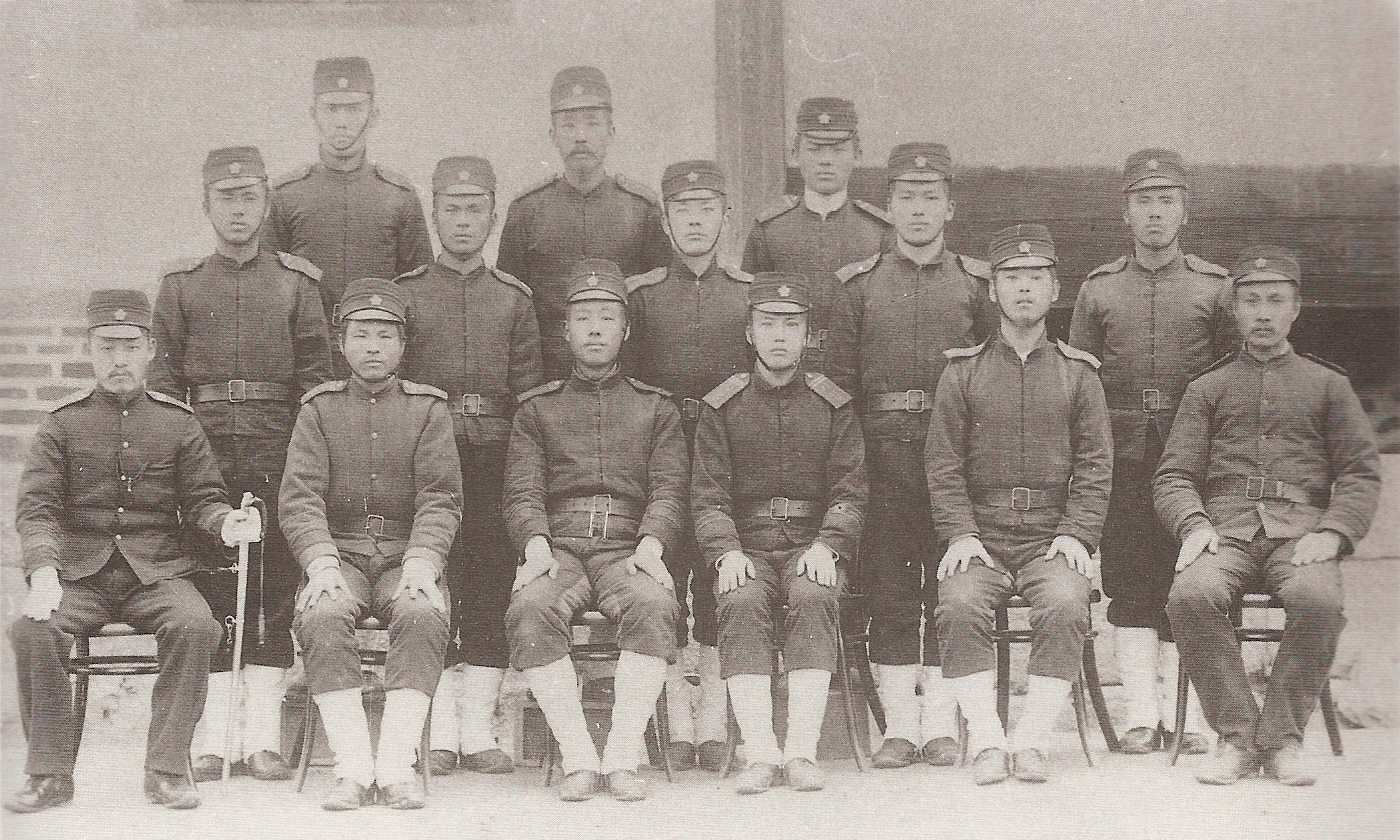
Солдати Імперської корейської армії в 1898 році

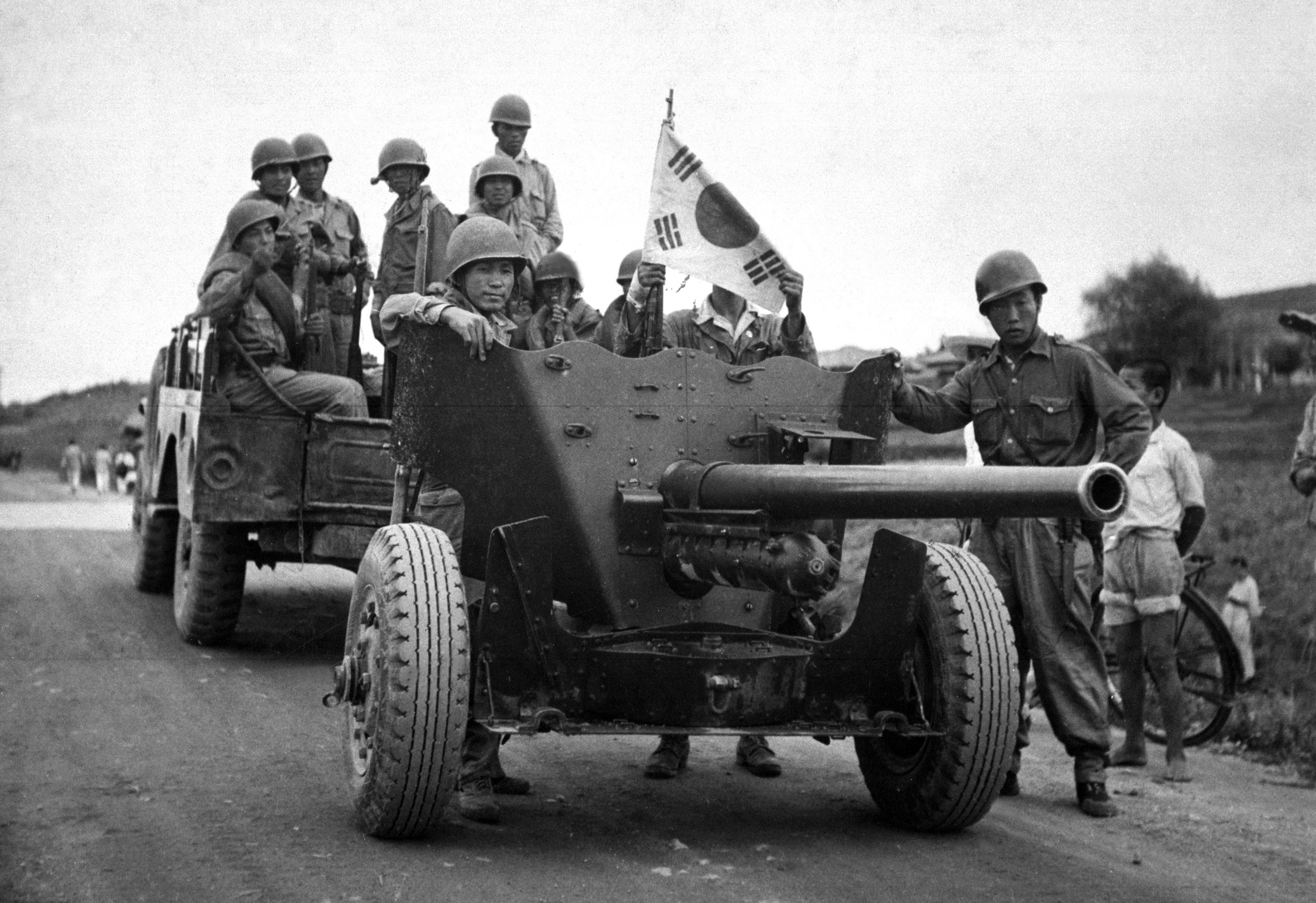
Солдати Армії РК з 57-мм протитанковою гарматою під час Корейської війни, 1950 рік

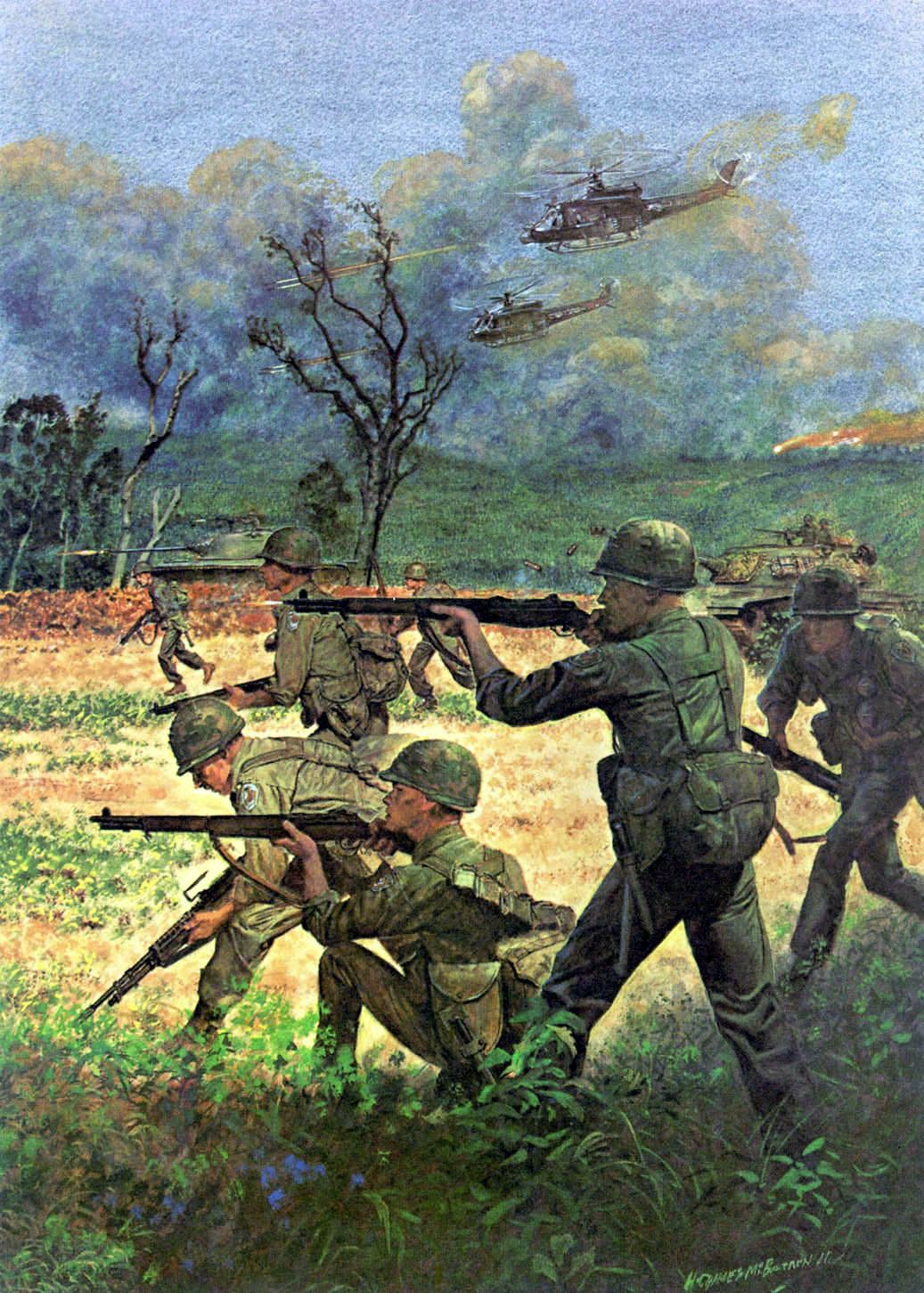
Малюнок армії США із зображенням солдатів ROKA, які воюють у В'єтнамській війні, 1966 рік

Армія Республіки Корея веде свій походження від реформи Кванму, коли імператор Коджон у 1881 році заснував Пільгігун[уточнити].
1 жовтня кожного року в Південній Кореї відзначається День збройних сил. Це день, коли під час Корейської війни підрозділи армії РК вперше перетнули 38-му паралель, таким чином вперше ввівши коаліцію сил ООН на територію Північної Кореї.
Національна гвардія безпеки Південної Кореї спочатку була сформована на базі армії РК. Ця організація була створена під час окупації під проводом США з 1945 по 1948 рік. Спочатку Національна гвардія безпеки була резервним підрозділом Національної поліції. Крім того, деякі китайські націоналісти і колишні солдати Імператорської армії Маньчжоу-Го також зробили свій внесок у формування. Національні сили оборони були створені 15 січня 1946 року, замінивши провідну поліцію Сполучених Штатів з 1945 року.
Початок Корейської війни застав війська РК непідготовленими, що вимагало втручання Організації Об'єднаних Націй на чолі з США. Південнокорейська армія швидко розвивалася під час Корейської війни, зазнаючи величезних втрат в особовому складі та техніці. Так само, як Радянський Союз озброював Північну Корею, Сполучені Штати озброювали і тренували південнокорейських військових протягом усієї Корейської війни.

### Поточний операційний статус
Армія Республіки Корея побудована таким чином, щоб діяти як у гірській місцевості Корейського півострова (70% території півострова - гори), так і в Північній Кореї з її 950-тисячною сухопутною армією, дві третини якої постійно дислокуються на передовій поблизу демілітаризованої зони. Нинішня адміністрація ініціювала програму, розраховану на наступні два десятиліття, з розробки суто національних засобів самооборони, за допомогою яких Південна Корея була б здатна повністю протистояти нападу Північної Кореї.
Армія РК раніше була організована у три об'єднання, кожне з яких мало свій штаб, корпуси і дивізії. Третя армія відповідала за оборону столиці, а також західної частини демілітаризованої зони. Перша армія відповідала за оборону східної частини демілітаризованої зони, тоді як Друге оперативне командування формувало ар'єргард.
Відповідно до плану реструктуризації, спрямованого на скорочення перенавантаження, Друга армія РК була перетворена на Друге оперативне командування в 2007 році, а Перша і Третя армії РК були об'єднані в Командування сухопутних операцій в 2019 році.

## Оснащення
Станом на 2022 рік армія налічувала 365 000 військовослужбовців, приблизно 2200 танків, 3100 бойових броньованих машин, 5600 артилерійських установок, 60 систем керованих ракет і 620 гелікоптерів. Основні типи бойових танків включають 400 танків серії M48 Patton та їх модернізації, такі як M48A3K, M48A5 і M48A5K, 33 радянських Т-80У і 2 Т-80УК (передані Росією в рахунок погашення боргу), а також 1511 танків К1А1 і К1, які мають 120-мм гладкоствольну гармату і яка виготовляється вітчизняним виробництвом. Майбутня заміна ОБТ К1 і К1А1 отримала назву К2 «Чорна пантера» (흑표;黑豹 Heukpyo), яка буде оснащена двигуном потужністю 1500 к.с. на базі MTU, 55-калібровою 120-мм гарматою з автоматичним заряджанням. Новий танк також матиме радіолокаційне обладнання, лазерні системи виявлення і захисту, протиракетний активний захист, а також важку динамічну броню і пакет датчиків, порівнянний з американським M1A2 Abrams і німецьким Leopard 2A6. Армія РК планує поставити на озброєння приблизно 443 Black Panther.
Крім того, Республіка Корея виробляє гаубицю K9 Thunder, яка була експортована до Туреччини як гаубиця T-155. Різновид K200, KAFV може бути модернізований для встановлення 90-мм гармати, 40-мм гранатометної башти, башти M230-1 Chaingun або MK-30 Chaingun. Наразі, на озброєнні армії РК є заміна БМП серії K200, яка отримала назву K21 KNIFV (Korea Next Generation Infantry Fighting Vehicle - Корейська бойова машина піхоти наступного покоління), що має різні можливості для ведення як сухопутних, так і морських бойових дій. На озброєнні стоїть 550 одиниць K21 KNIFV.
Шасі K21 KNIFV повністю виготовлене зі склопластику, що зменшує навантаження на машину і дозволяє їй рухатися на більш високих швидкостях без громіздких і потужних двигунів. Ця машина значно легша за інші БМП, включаючи американські Bradley та російські БМП, що дозволияє збільшити швидкість та корисне навантаження.
Армія РК також має на озброєнні мобільний ЗРК K-SAM Pegasus (천마/天馬; Cheonma), оснащений 8 ракетами, що літають з максимальною швидкістю 2,6 Маха, і серію K30 Biho, яка має 30-мм здвоєну гармату для протиповітряної вогневої підтримки.
Окрім техніки і обладнання власної розробки, а також американських зразків, армія РК також має запаси бронетехніки російського виробництва, в тому числі БМП-3 і ОБТ Т-80У, надані російським урядом в рахунок погашення фінансового боргу перед Південною Кореєю. Іншим важливим іноземним обладнанням, що перебуває на озброєнні армії РК, є ПЗРК Mistral.
У 2015 році південнокорейські законодавці повідомили, що більш ніж 58 000 зі 100 549 південнокорейських солдатів у демілітаризованій зоні Кореї не мають бронежилетів, здатних захистити від північнокорейської вогнепальної зброї. Наявність лише 42 030 комплектів бронежилетів залишає 58 519 солдатів без бронежилетів, і лише 3147 з 42 030 комплектів здатні захистити від АК-74, стандартної стрілецької зброї Корейської народної армії.
Нова піхотна гвинтівка Daewoo K11 була прийнята на озброєння у 2010 році. Загальна концепція цієї зброї є більш досконалою, ніж американська OICW, однак її виробництво було зупинено, а зброю знято з озброєння у 2020 році через надмірні проблеми з прицільним компонентом та якістю боєприпасів, щоб зосередитися на усуненні проблем, які були швидко вирішені. Перевірка військової техніки в червні 2021 року виявила, що 26% компонентів, задіяних у програмі модернізації південнокорейської піхоти «Платформа Воїн», є дефектними.

## Озброєння

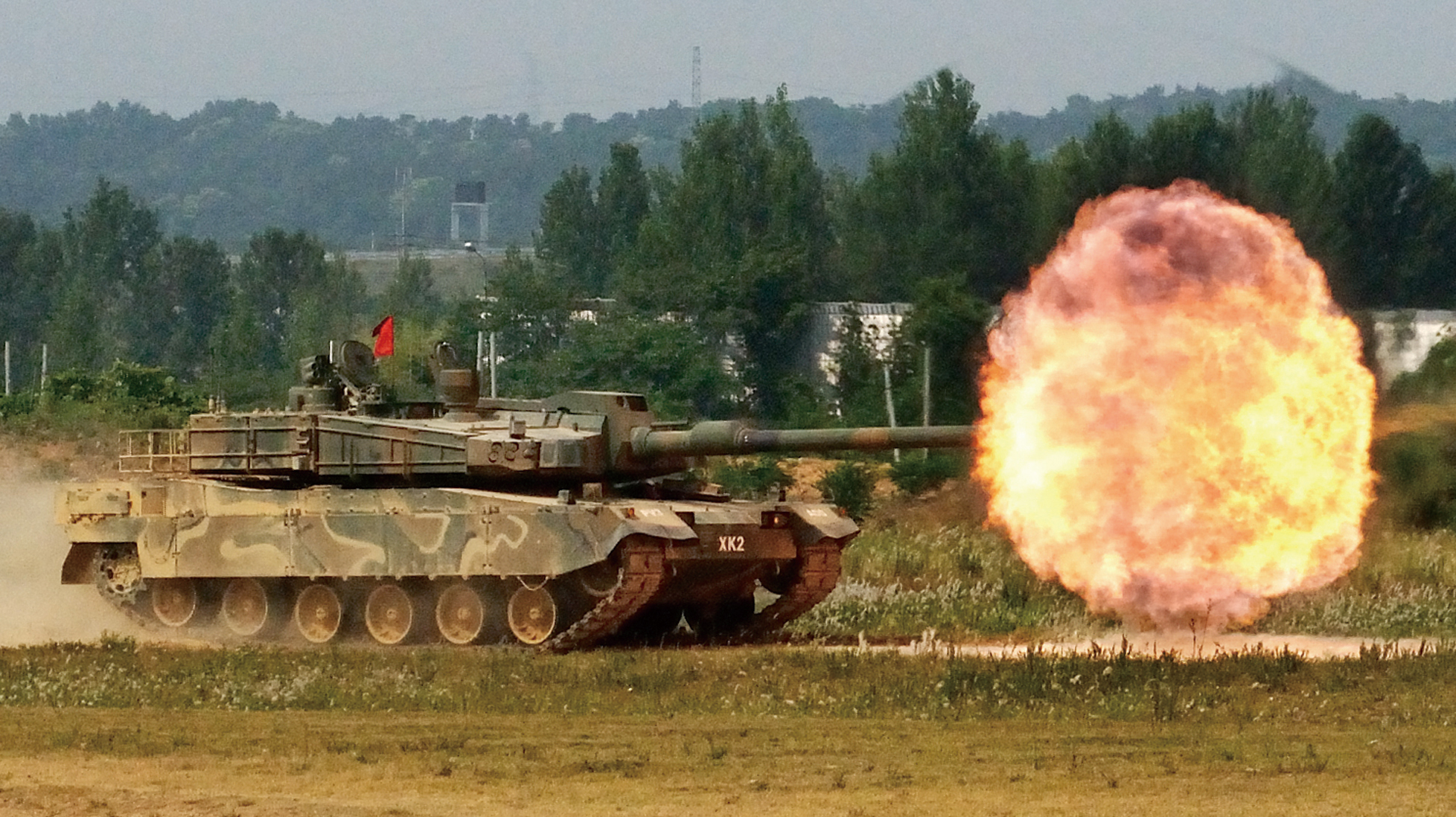
K2 Black Panther
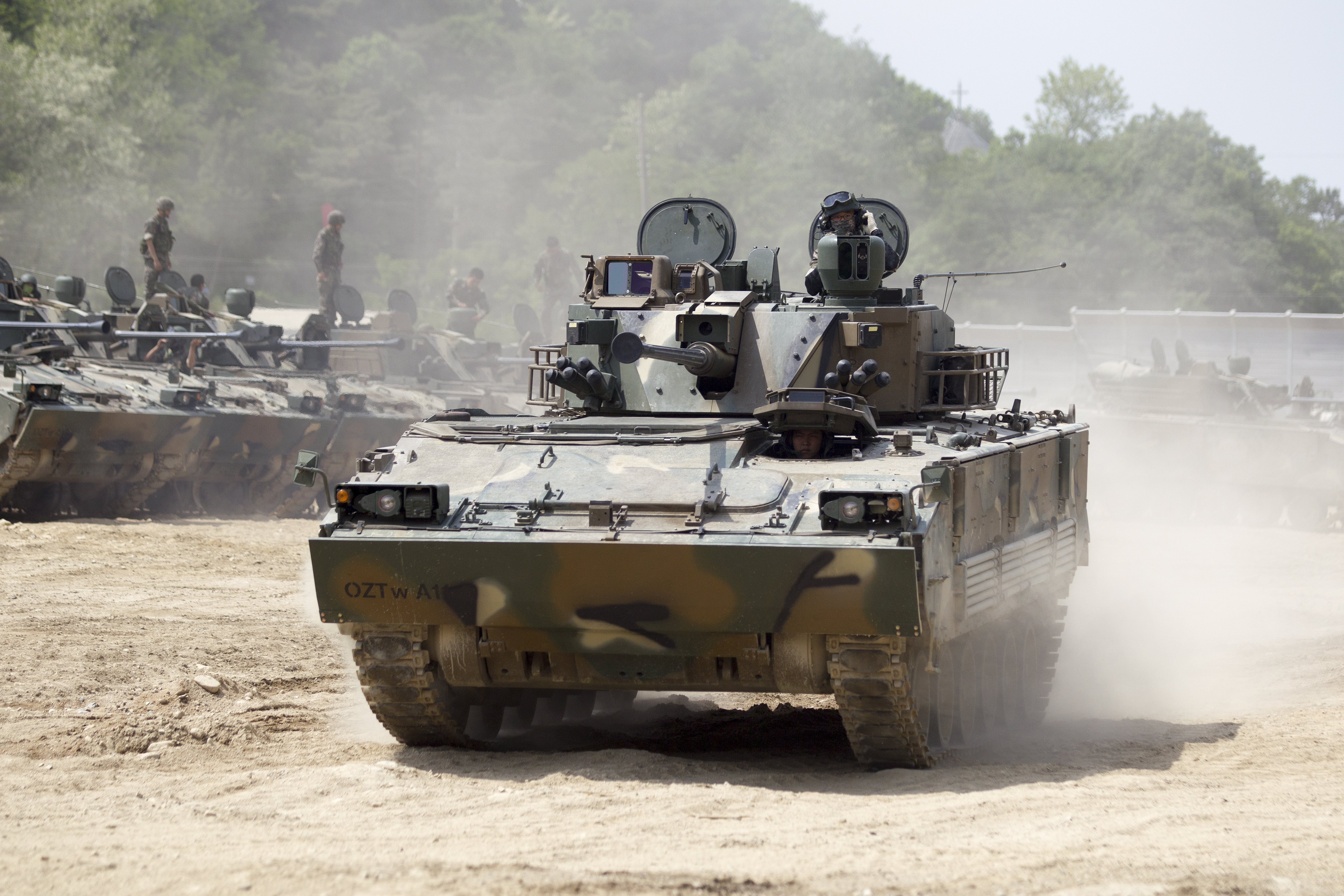
K21
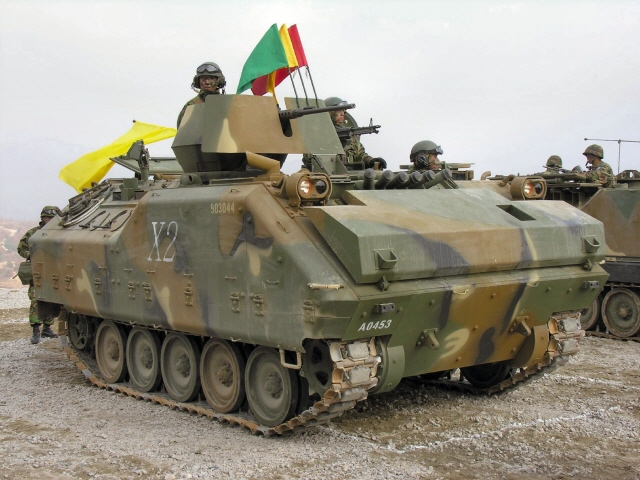
K200
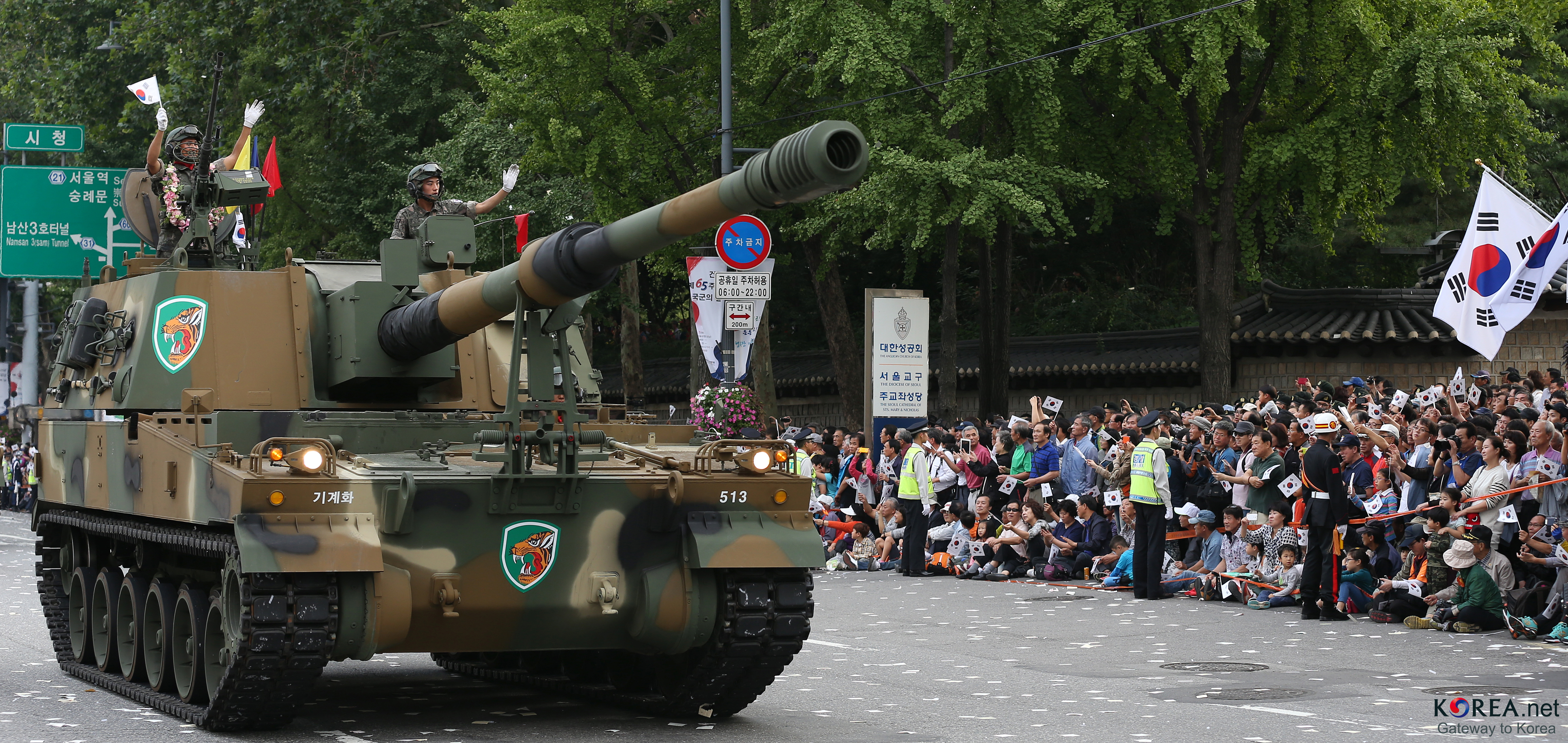
155-мм K9
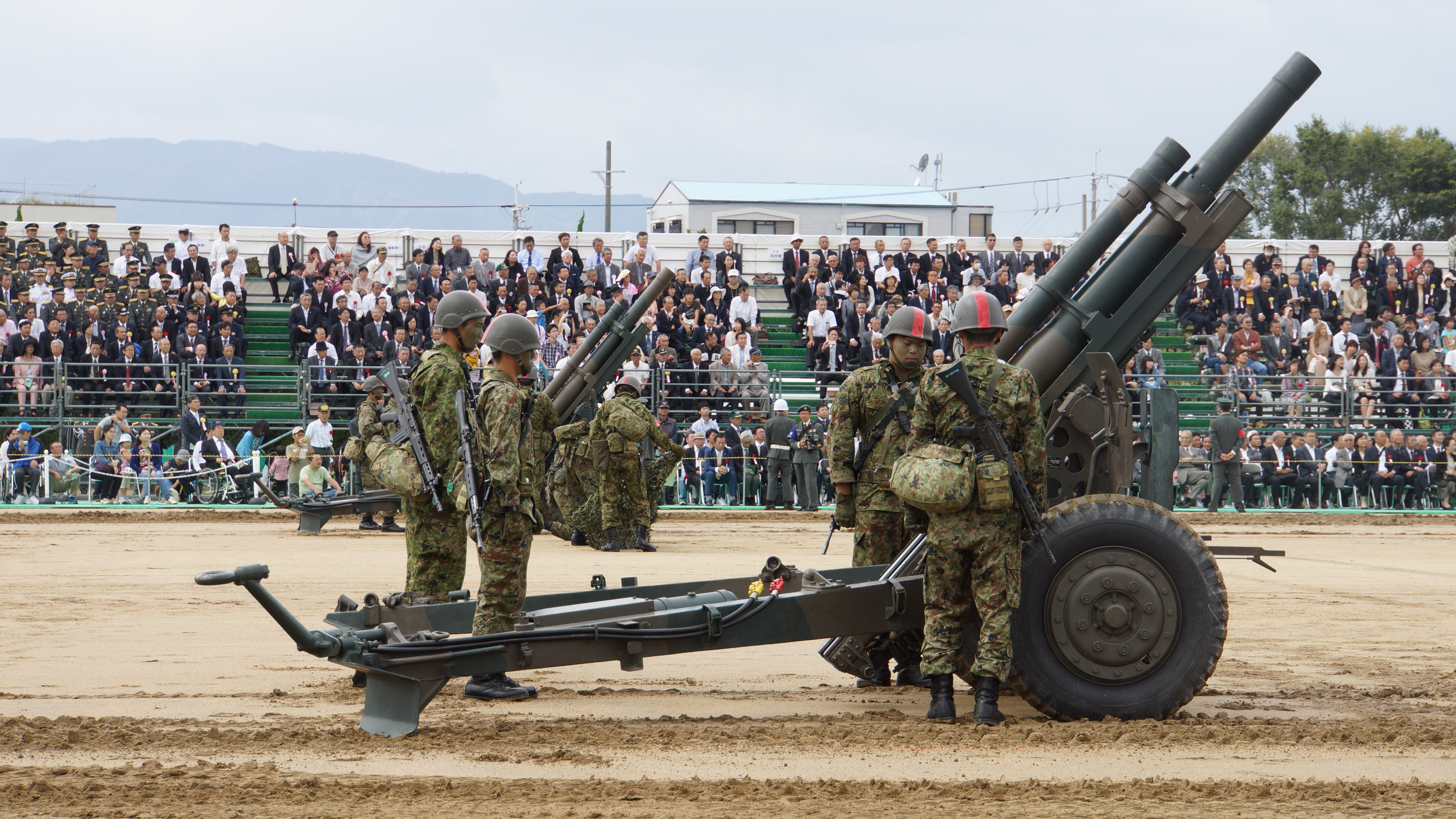
105-мм M101
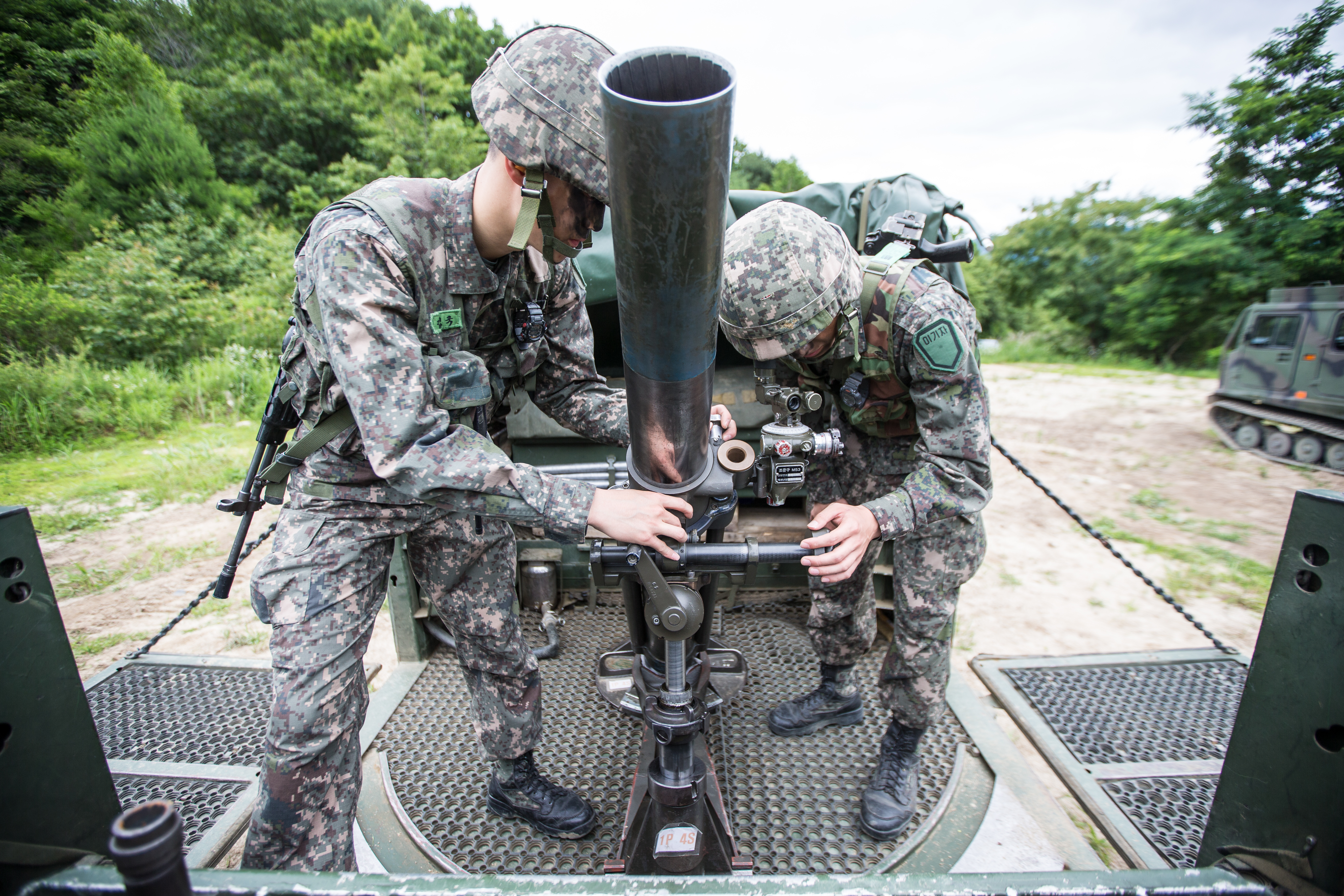
107-мм K532
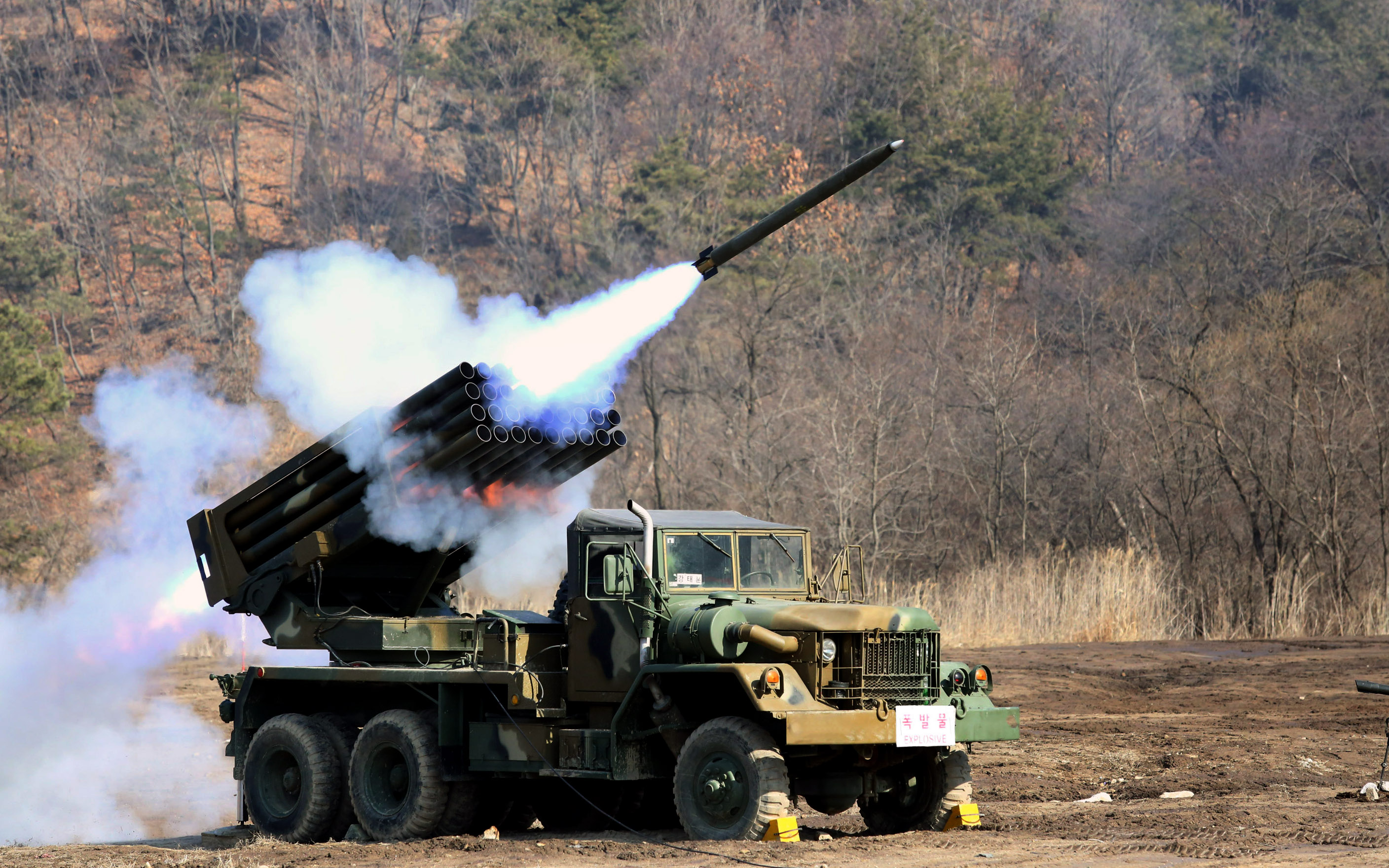
130-мм K136
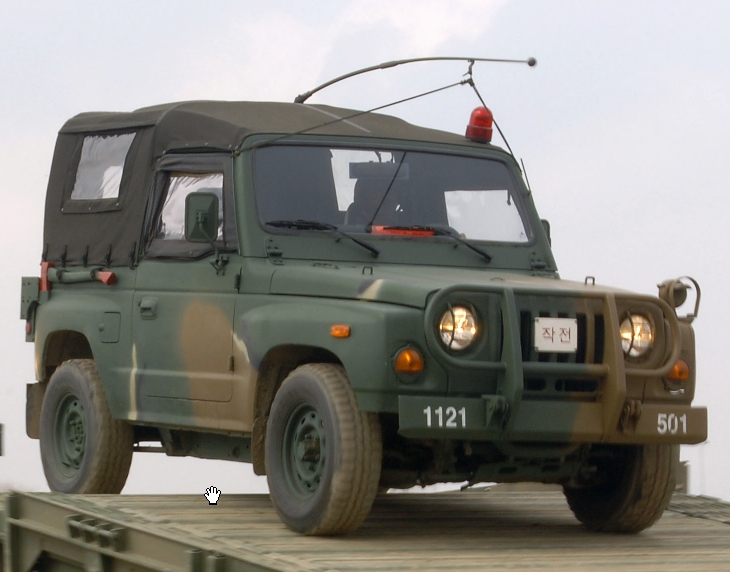
K131
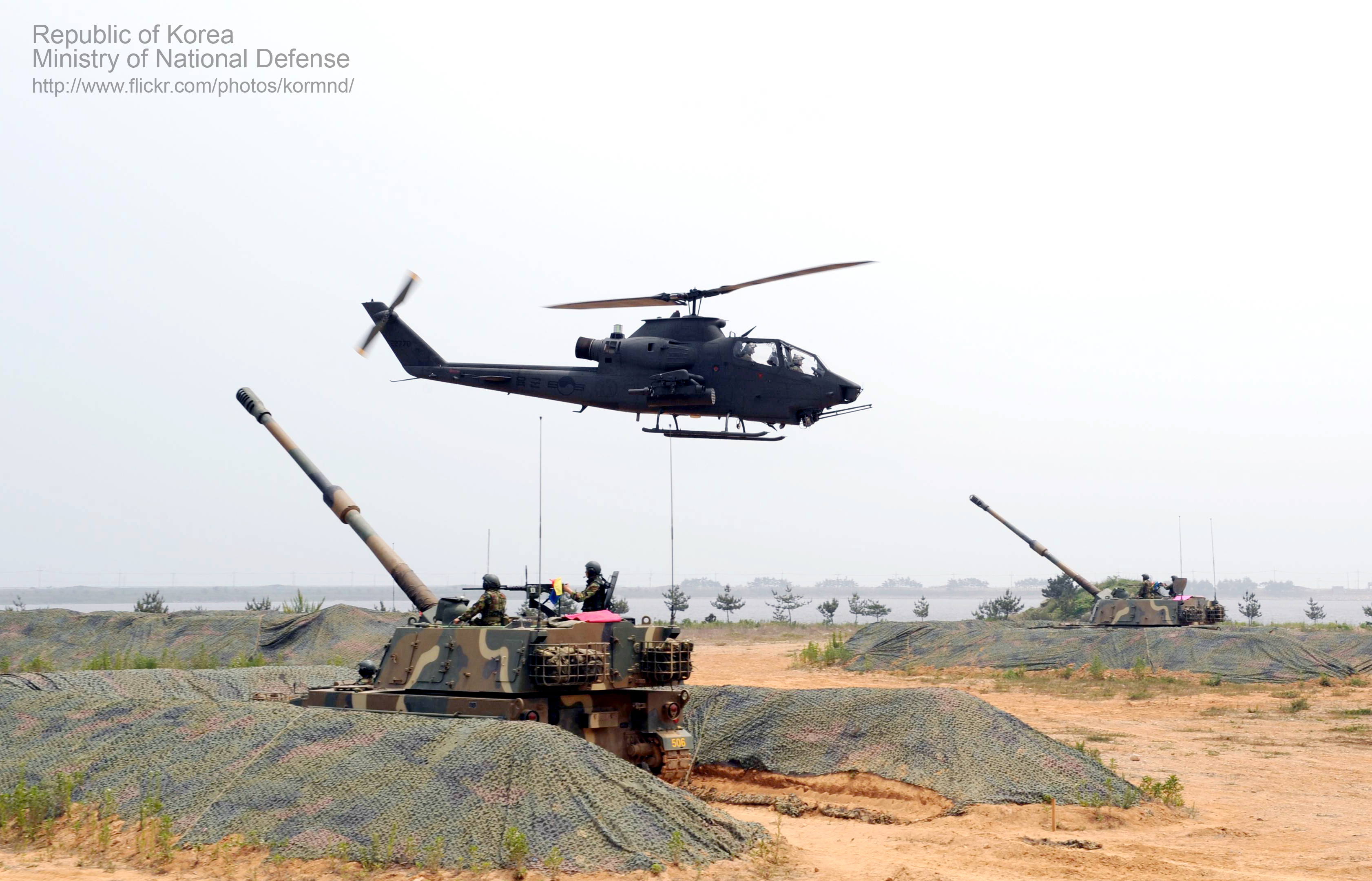
AH-1 Cobra
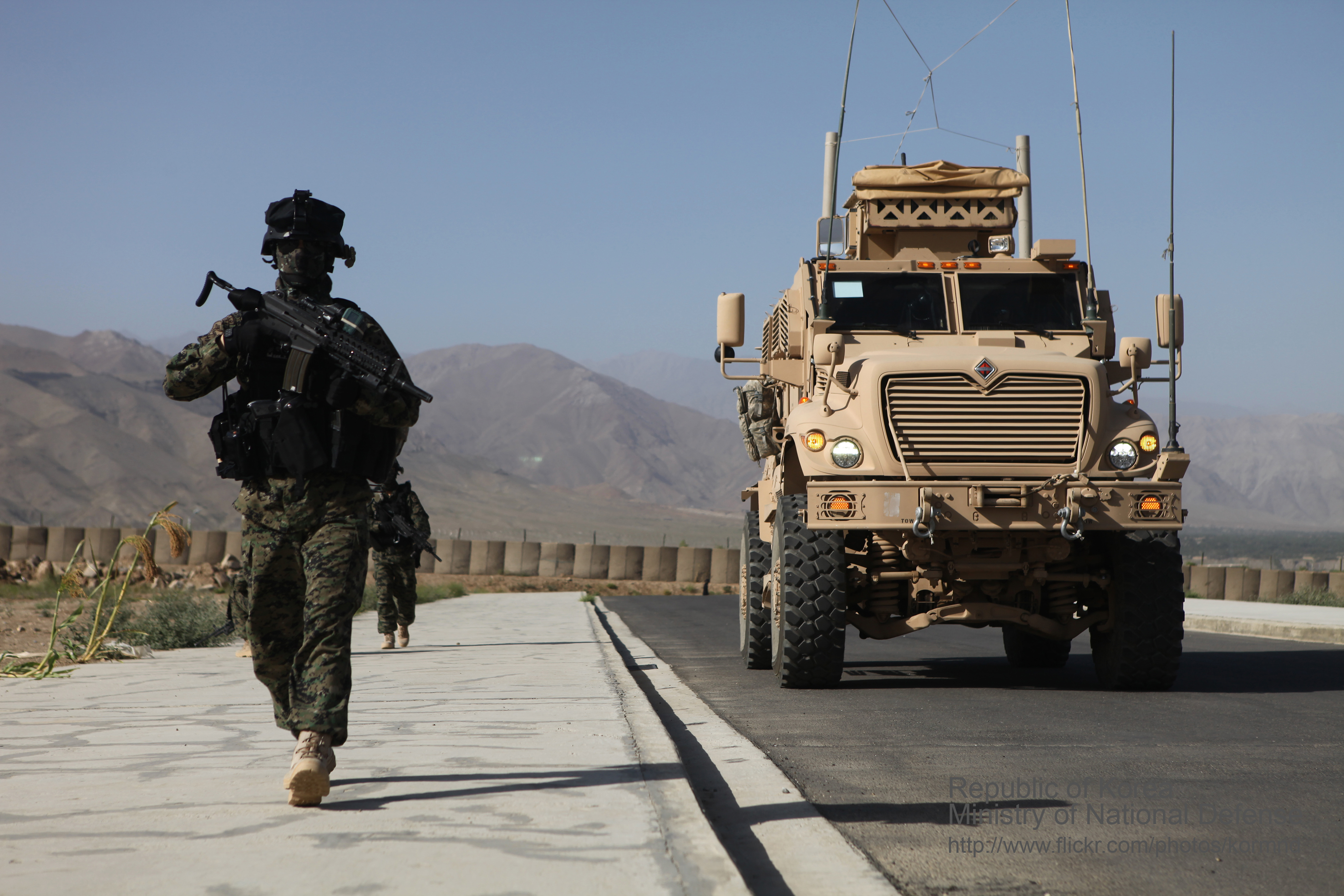
International MaxxPro
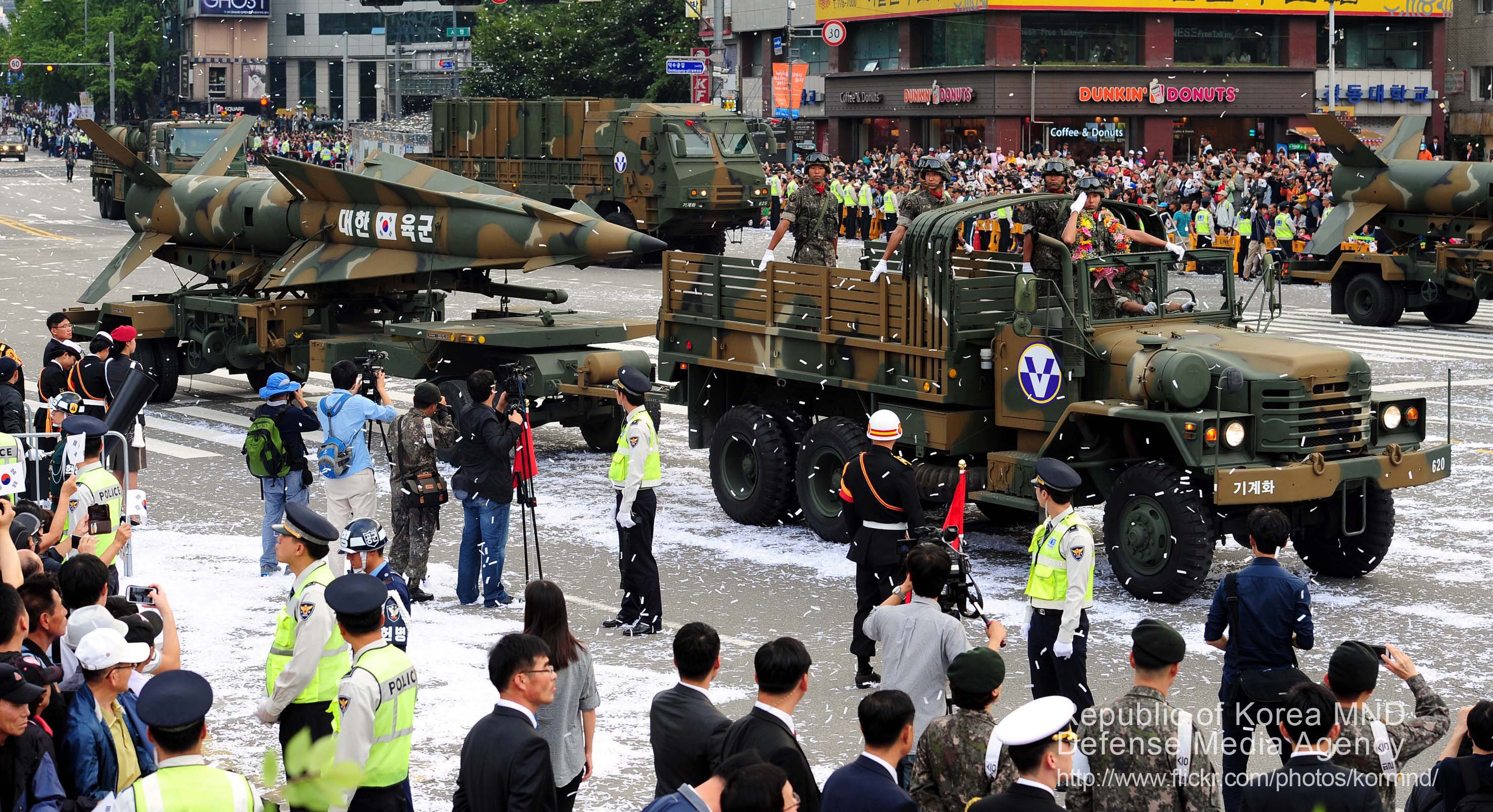
Hyunmoo-1
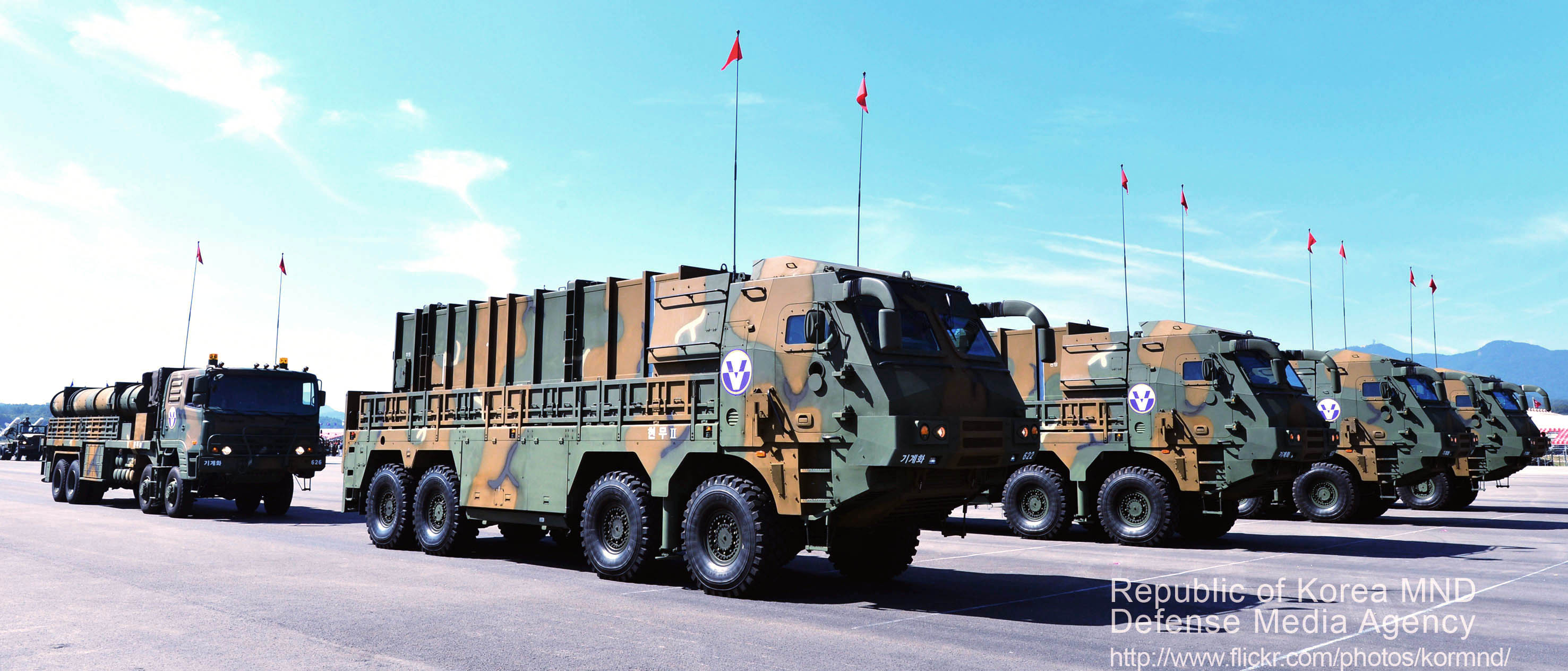
Hyunmoo-2
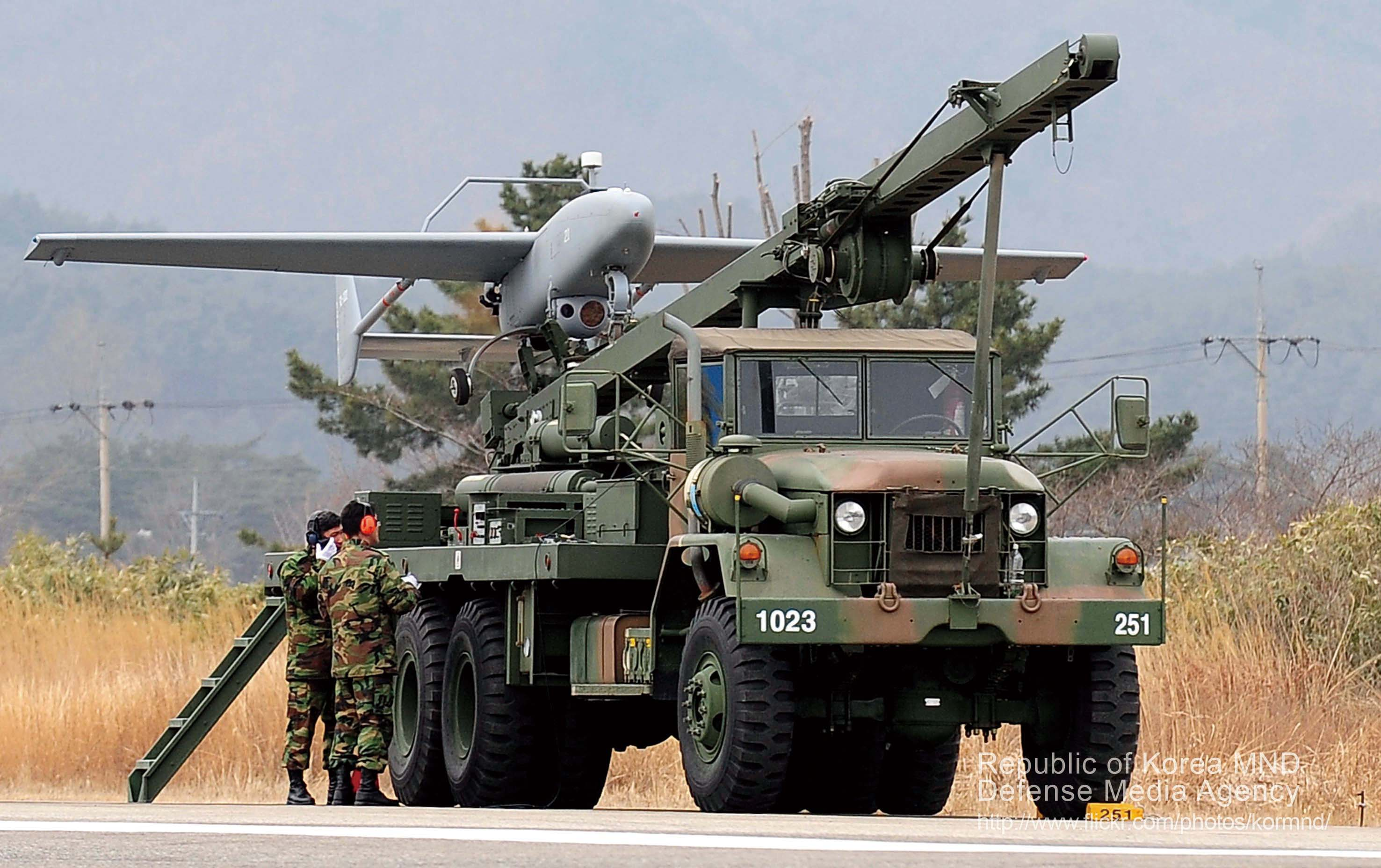
KAI RQ-101 Songgolmae
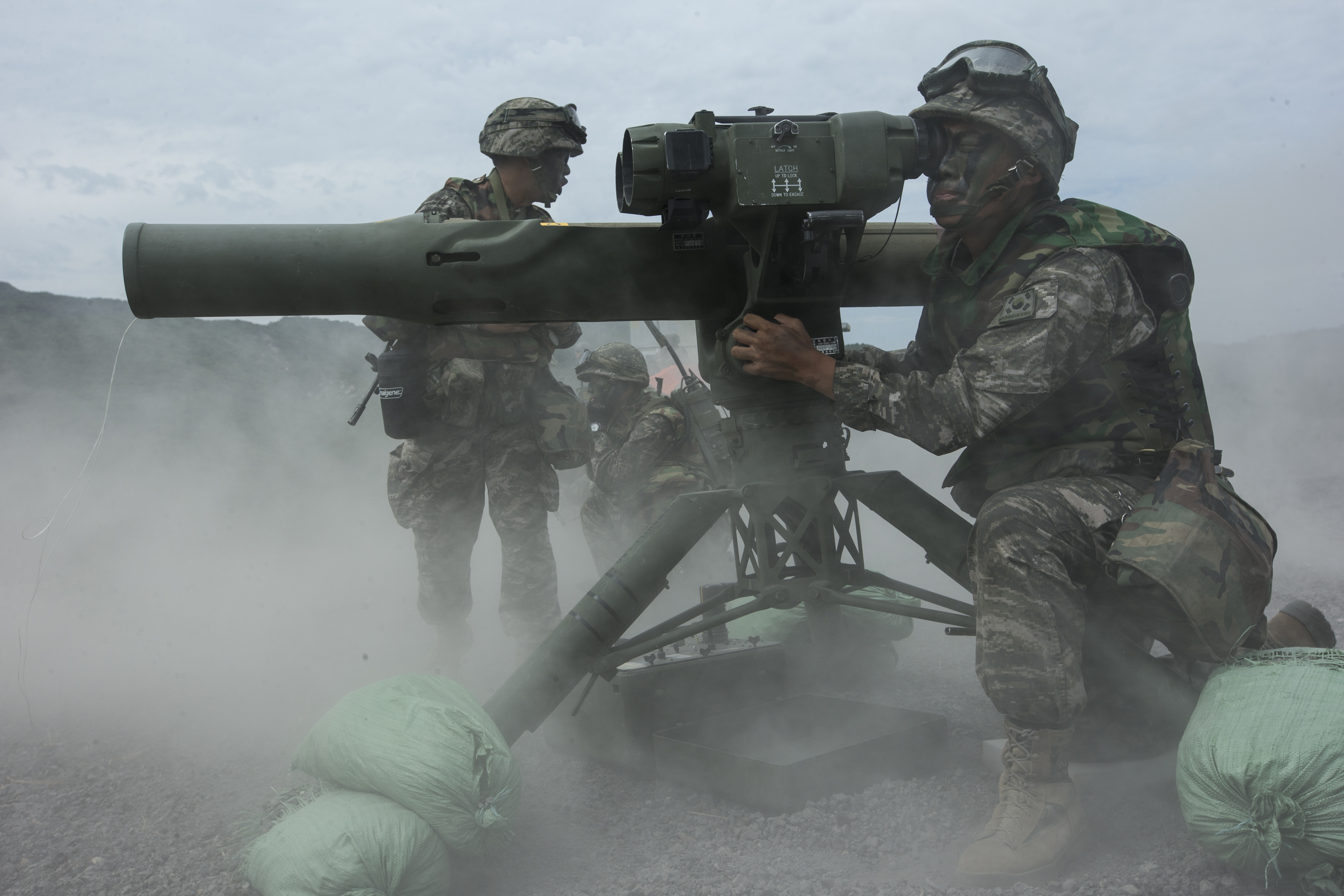
BGM-71 TOW
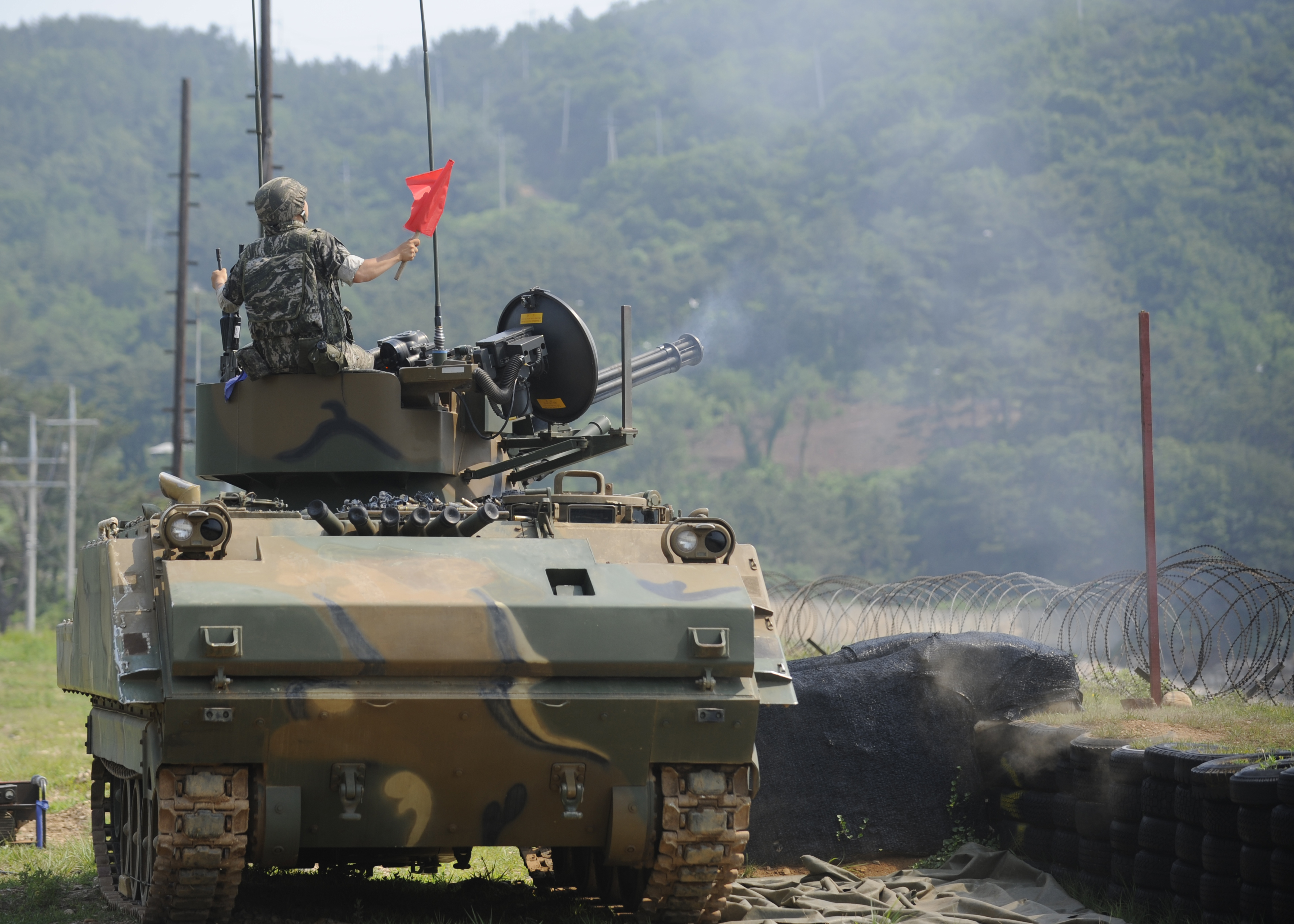
KM167A3 Vulcan
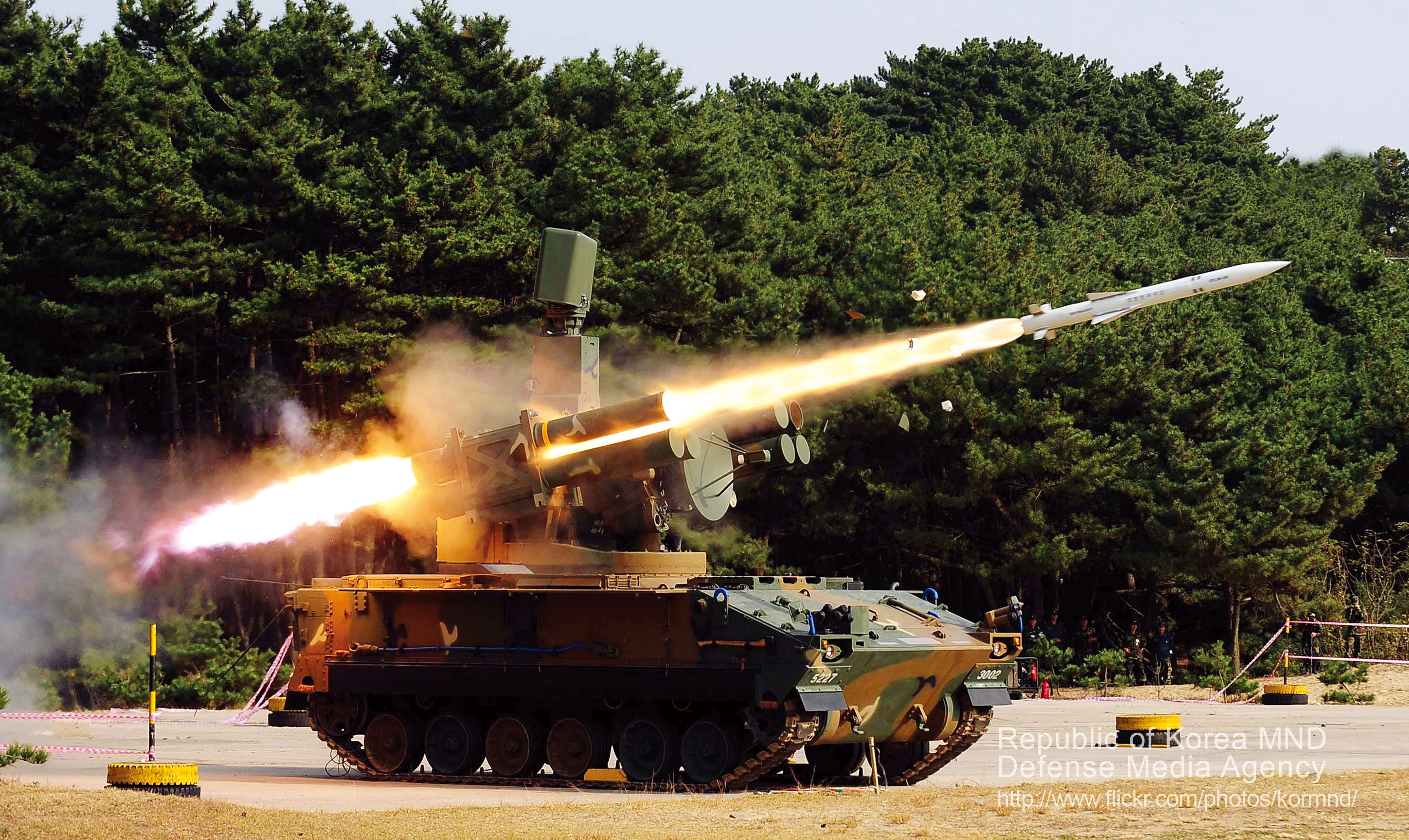
Doosan K-SAM Chunma